# Calycadenia
Calycadenia là một chi thực vật có hoa trong họ Cúc (Asteraceae).

## Loài
Chi Calycadenia gồm các loài: